# Aleksander Rajnold Połubiński
Aleksander Rajnold Połubiński herbu własnego (zm. ok. 1687) – chorąży smoleński w latach 1671-1686/1687, podsędek smoleński w latach 1668-1671.
Poseł sejmiku słonimskiego na sejm nadzwyczajny abdykacyjny 1668 roku.
Jako deputat podpisał pacta conventa Jana III Sobieskiego w 1674 roku.